# مرگ طولانی
مرگ طولانی (به انگلیسی: Long Time Dead) یک فیلم دلهره‌آور و ترسناک بریتانیایی محصول سال ۲۰۰۲ به کارگردانی مارکوس آدامز است. این فیلم درباره چند دانشجو است که با تخته ویجا دست به احضار جن می زنند. در نهایت جن تک تک این افراد را می‌کشد.